# The Eleventh Day of Aquarius
| Recensione | Giudizio |
| ---------- | -------- |
| AllMusic   |          |

The Eleventh Day of Aquarius è il secondo album di Ronnie Cuber, pubblicato dall'etichetta discografica Xanadu Records nel giugno del 1979.

## Tracce

### LP
Lato A
1. Klepto – 6:44 (musica: Ronnie Cuber)
2. Open Air – 8:56 (musica: Tom Harrell)
3. Sunburst – 7:41 (musica: Ron McClure)

Lato B
1. Taurus Lullaby – 12:42 (musica: Mickey Tucker)
2. Commit to Memory – 6:22 (musica: Bobby Vince Paunetto)
3. Cumana – 4:54 (musica: Alex Rodriguez)

## Formazione
- Ronnie Cuber – sassofono baritono
- Tom Harrell – tromba, flicorno
- Mickey Tucker – piano
- Dennis Irwin – contrabbasso
- Eddie Gladden – batteria

Note aggiuntive
- Don Schlitten – produttore, direttore musicale, foto copertina album originale
- Registrazioni effettuate il 31 gennaio 1978 al RCA Studio B, New York City, New York (Stati Uniti)
- Paul Goodman – ingegnere delle registrazioni [2]